# Amtocephale
Amtocephale là một chi khủng long, được Watabe Tsogtbaatar & R. Sullivan mô tả khoa học năm 2011.